# Allt är gjort av plåt
Allt är gjort av plåt är ett samlingsalbum av bluesmusikern Rolf Wikström från 2002. Det innehåller låtar utgivna mellan 1989 och 2001, från albumen Mitt hjärta är ditt till och med Allting förändras.

## Låtlista
All text och musik av Rolf Wikström där inget annat anges.
1. "Allt är gjort av plåt" (Stefan Sundström/Rolf Wikström) - 3:56
2. "Jag tror du ljuger nu" - 3:52
3. "Mississippi" - 4:48
4. "En liten konstnär" (Lille Bror Söderlundh/Nils Ferlin) - 3:42
5. "Mitt hjärta är ditt" (Torgny Björk/Nils Ferlin) - 3:58
6. "Himlen är blå" - 4:52
7. "Nog står jag ut med livet" - 4:31
8. "Blues är allt jag har" - 4:22
9. "Kom till mej kvinna" - 4:27
10. "Behöver nån att älska" - 4:39
11. "Över tusen hav" (Rolf Wikström/Nils Ferlin) - 2:41
12. "En ökenblomma" (Rolf Wikström/Nils Ferlin) - 4:47
13. "Starka band" - 3:09
14. "Haderian hadera" (Hugo Lindh) - 3:52
15. "Sofias sång" - 4:35
16. "Om du går neråt staden" - 2:44
17. "Herdinna, herdinna" - 5:15
18. "Allting förändras" - 5:01